# Father Christmas (компьютерный вирус)
Father Christmas (с англ. — «Санта-Клаус») (также известен как HI.COM) — сетевой червь, сделанный в Швейцарии с целью рассылки шуточных поздравлений с Рождеством через протокол DECnet. Автор червя неизвестен. Атаковал операционные системы VAX/VMS. Начал своё распространение 22 декабря 1988 года — за три дня до Рождества. Впервые был обнаружен в Центре космических полётов Годдарда 22 декабря приблизительно в 17:00 по местному времени — через несколько минут после начала распространения вируса. Спустя ещё несколько минут его обнаружили в Space Physics Analysis Network (SPAN).
При проникновении червя на компьютер до 24 декабря он создавал файл HI.COM. С помощью этого файла 24 декабря в период между 0:00 и 0:30 червь отправлял свои сообщения по электронной почте. В результате атаки примерно половина из всех 12 000 узлов DECnet была заражена червём.
В рассылаемом червём сообщении содержался следующий текст:

Hi,
How are ya ? I had a hard time preparing all the presents. It
isn't quite an easy job. I'm getting more and more letters from
the children every year and it's not so easy to get the terrible
Rambo-Guns, Tanks and Space Ships up here at the 
Northpole. But now the good part is coming. Distributing all 
the presents with my sleigh and the deers is real fun. When I
slide down the chimneys I often find a little present offered by
the children, or even a little Brandy from the father. (Yeah!) 
Anyhow the chimneys are getting tighter and tighter every 
year. I think I'll have to put my diet on again. And after Christmas I've got my big holidays :-).
Now stop computing and have a good time at home !!!!
Merry Christmas

and a happy New Year
Your Father Christmas

Рекомендованный способ защиты от червя заключался в создании пустого файла HI.COM — система не позволяла червю сделать ещё один файл.